# Hardtbach (Rhein)
Der Hardtbach ist ein 14,9 km langer, orographisch linker Nebenfluss des Rheins in Nordrhein-Westfalen, der den Rhein-Sieg-Kreis und die kreisfreie Stadt Bonn durchfließt.

## Geographie

### Verlauf
Der Hardtbach entspringt am Südostrand der Ville südwestlich von Volmershoven an der Gemeindegrenze zwischen Alfter und Meckenheim auf einer Höhe von 159 m ü. NHN.
Von hier aus fließt der Bach nach Nordosten und erreicht nach kurzem Lauf den südlichen Ortsrand von Volmershoven. Hier mündet der vom Bahnhof Kottenforst kommende Bach, der von der Gewässerstationierungskarte des Landes Nordrhein-Westfalen entgegen den eigenen topografischen Karten als Quellfluss mit einer Gesamtlänge von 17,1 km angegeben wird.
Weiter nach Norden fließend durchfließt der Hardtbach Witterschlick, wo der Bach im Bereich der Werke der Deutsche Steinzeug Cremer & Breuer kanalisiert ist. Sein weiterer Weg führt ihn über Nettekoven und Oedekoven zum Bonner Stadtteil Lessenich/Meßdorf.
Ab der Stadtgrenze wird der Bach Der Alte Bach genannt. Hier fließt von rechts der kanalisierte Heilsbach zu. Wenige Kilometer weiter erreicht der Bach Dransdorf. Ab hier wird der Bach Dransdorfer Bach genannt. In Dransdorf fließt von rechts der ebenfalls kanalisierte Endenicher Bach zu. Nachdem der Bach die Bundesautobahn 565 unterquert hat, wechselt er zum letzten Mal den Namen und heißt von hier bis zur Mündung Rheindorfer Bach oder auch Mondorfer Bach.
Vorher passiert der Bach noch den Stadtteil Bonn-Castell, bevor er in Graurheindorf auf 50 m ü. NHN linksseitig in den Rhein mündet.
Auf seinem 14,9 km langen Weg erfährt der Bach ein Gefälle von 109 Metern, was einem mittleren Sohlgefälle von 7,3 ‰ entspricht.

### Einzugsgebiet
Das Einzugsgebiet des Hardtbachs ist 71,189 km² groß und entwässert über den Rhein in die Nordsee.
Es grenzt
- im Osten an das Einzugsgebiet des Engelbachs, der in den Rhein mündet;
- im Südosten an das des Rheinzuflusses Godesberger Bach;
- im Südwesten an das der Swist, die über die Erft in den Rhein entwässert;
- im Westen an das des Buschbachs, der in Swist mündet und
- im Nordwesten an das des Alfterer Bornheimer Bachs, der in den Rhein mündet.

### Zuflüsse
Der größte Zufluss des Hardtbachs ist der Endenicher Bach.
| Stat. in km | Name             | GKZ       | Lage   | Länge in km | EZG in km² | MQ in l/s |
| ----------- | ---------------- | --------- | ------ | ----------- | ---------- | --------- |
| 014,20      | Hünnesbach       | 27198-?   | rechts | 000,9000    |            |           |
| 013,40      | Tonbach          | 27198-112 | links0 | 001,0160    | 0003,0930  | 0006,860  |
| 012,00      | Hitelbach        | 27198-12  | rechts | 001,3850    | 0002,0090  | 0004,010  |
| 010,80      | N. N.            | 27198-132 | links0 | 001,4590    | 0000,5380  | 0001,220  |
| 010,00      | Katzenlochbach   | 27198-14  | links0 | 002,8630    | 0004,7220  | 0009,990  |
| 009,80      | Markeskaulenbach | 27198-16  | links0 | 002,6980    | 0002,8970  | 0007,000  |
| 007,50      | Heilsbach        | 27198-19? | rechts | 001,790     | 0000,6000  |           |
| 004,30      | Endenicher Bach  | 27198-2   | rechts | 011,5630    | 0028,2980  | 0082,270  |

Anmerkungen zur Tabelle
1. ↑  Gewässerkennzahl, in Deutschland die amtliche Fließgewässerkennziffer mit zur besseren Lesbarkeit eingefügtem Trenner hinter dem Präfix, das einheitlich für den allen gemeinsamen Vorfluter Hardtbach steht.
2. ↑  Nicht im Gewässerverzeichnis des Landesamtes für Natur, Umwelt und Verbraucherschutz NRW 2010 (XLS; 4,67 MB)(Hinweise). In älteren Karten Oberlauf des Hardtbachs. Länge gemäß Messung anhand Deutscher Grundkarte 1:5000.
3. ↑  Nicht im Gewässerverzeichnis des Landesamtes für Natur, Umwelt und Verbraucherschutz NRW 2010 (XLS; 4,67 MB)(Hinweise).
4. ↑  Bedeutendster Zufluss ist der Endenicher Bach, auch wenn er im Gewässerverzeichnis des Landesamtes für Natur, Umwelt und Verbraucherschutz NRW 2010 (XLS; 4,67 MB)(Hinweise) nicht als Zufluss aufgeführt ist.

## Galerie

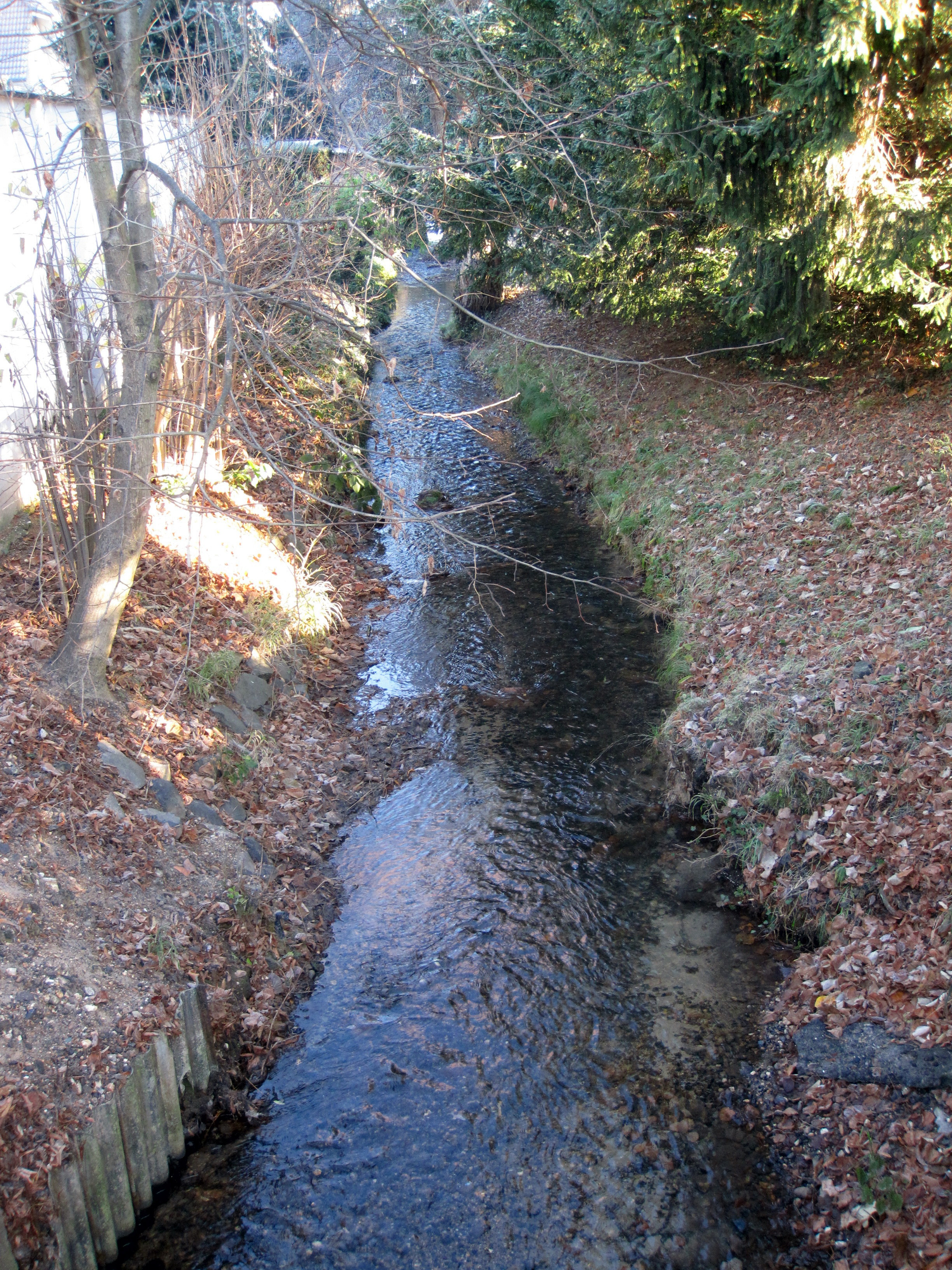
Der Alte Bach in Duisdorf (Bahnhofstraße)
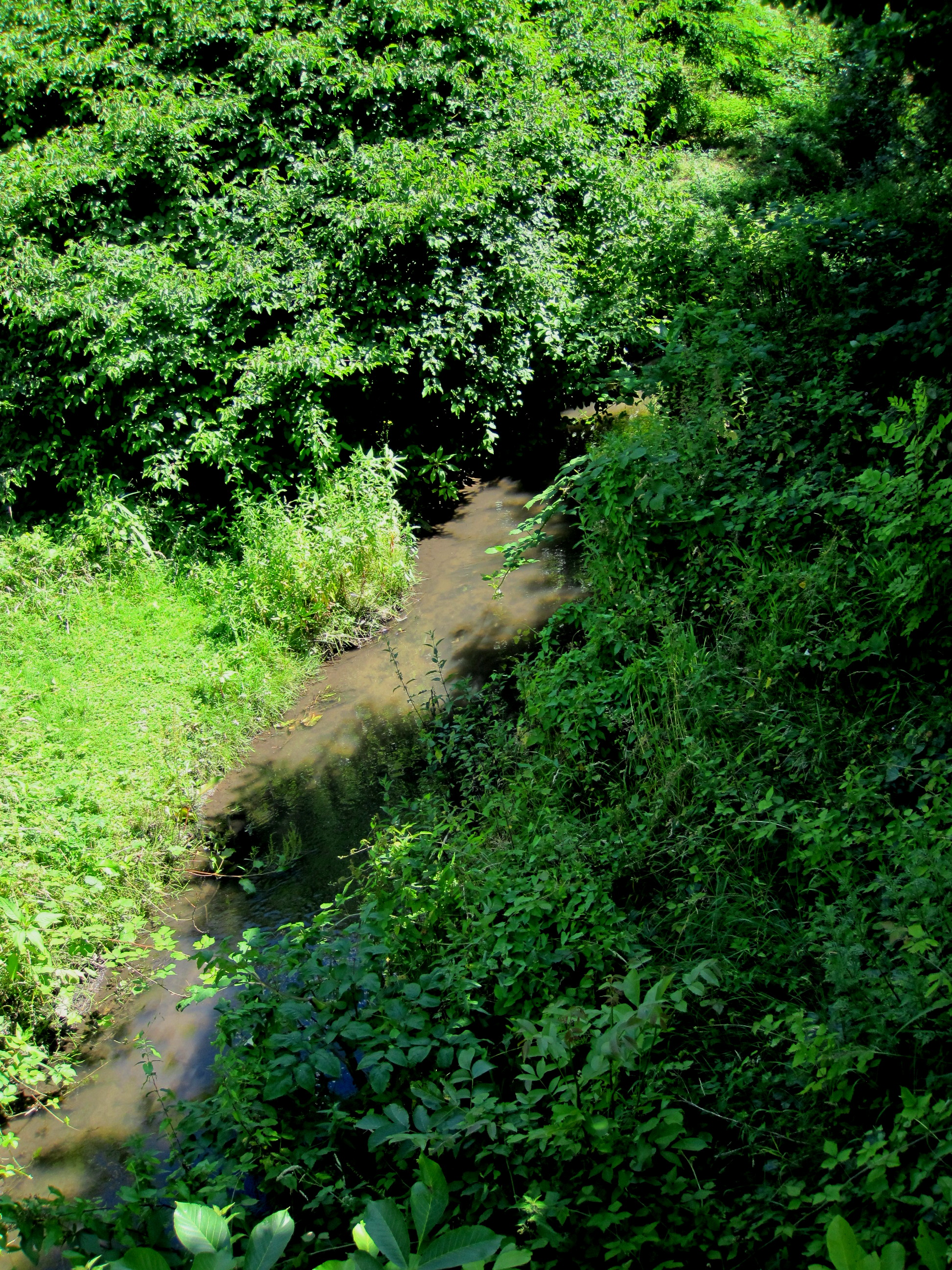
Dransdorfer Bach am Tausendfüßler.
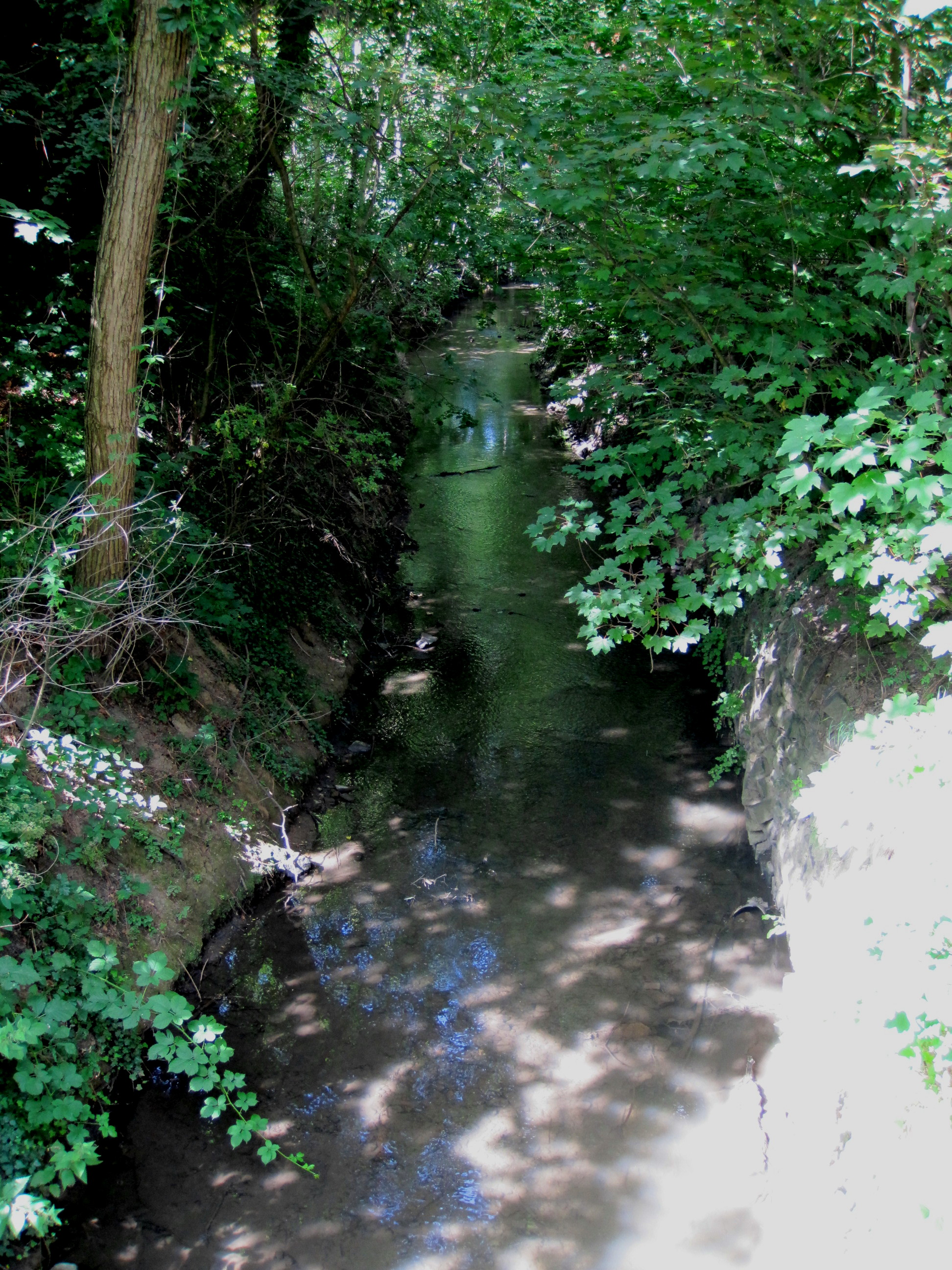
Rheindorfer Bach vor Unterquerung der Estermannstraße, Bonn.
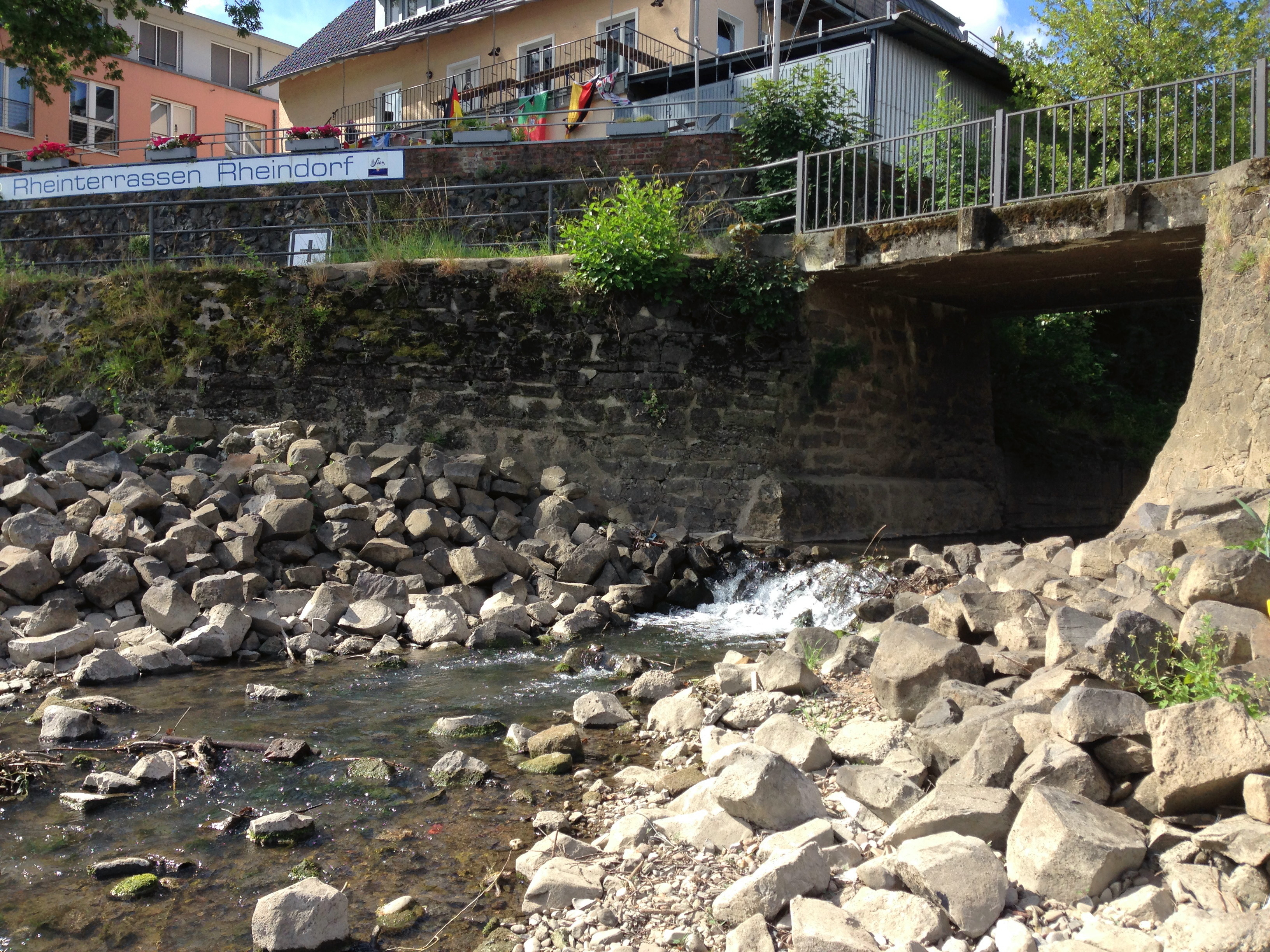
Mündung des Rheindorfer Bachs in den Rhein.